# 德差蓬·保乌拉努科
德差蓬·保乌拉努科（1997年5月20日—），泰國男子羽毛球運動員，專長雙打項目。他与青年期的革德伦·吉丁努蓬曾贏得2014年世青賽男雙冠军得主，亦是泰国史上第一支世青賽男雙冠軍组合，以及搭档青奥会的普蒂塔·素帕猜恭赢得混雙亚军；其后与成人组沙西丽·德拉达那猜的搭档组合最高世界排名第一位，俩人曾夺得亞洲羽毛球錦標賽亚军（2017年）与世界羽毛球錦標賽冠軍（2021年）。
此外，他还与革德伦·吉丁努蓬曾在東南亞運動會赢得男雙冠軍（2017年），還曾經奪得蘇迪曼盃混合铜牌等的主力之一（最为突出的成绩：2017年的苏迪曼杯）。在國內賽方面，德差蓬·保乌拉努科曾於泰國全國羽球錦標賽贏得男雙和混雙冠軍。

## 簡歷

### 2013年-2014年 世青赛男双夺冠
2013年4月，德差蓬·保乌拉努科分别与革德伦·吉丁努蓬以及普蒂塔·素帕猜恭出战樂魚羽毛球國際系列賽，在男双準决赛以0比2（17-21、12-21）不敌队友的Vasin Nilyoke/Suwat Phaisansomsuk；而混双準决赛以1比2（21-18、22-24、18-21）不敌赛会2号种子、队友的帕迪帕特·查拉查勒姆/宗功攀·吉迪特拉恭。同年8月，他代表泰国参加中国南京举办的亞洲青年運動會羽毛球比賽，与青奥运搭档的普蒂塔·素帕猜恭赢得混合双打亚军。
2014年4月，德差蓬·保乌拉努科參加馬來西亞亞羅士打舉行的世界青年羽毛球錦標賽，與青年期搭档革德伦·吉丁努蓬赢得世青赛男子双打冠军，亦是泰国羽坛首位世青赛组合。同年4月，他与革德伦·吉丁努蓬出战樂魚羽毛球國際系列賽，在男双决赛以1比2（12-21、21-18、14-21）不敌赛会5号种子、队友的瓦差拉·布拉那古埃/特拉武特·波提恩，赢得亚军。

### 2015年-2016年 初露鋒芒
2015年8月，德差蓬·保乌拉努科參加印尼雅加達舉行的世界羽毛球錦標賽，與革德伦·吉丁努蓬合作出戰男子雙打項目，他們在首圈以2-0輕取加拿大組合晉級，但在第二圈就以0比2（17-21、13-21）不敵13號種子、印尼的安加·普拉塔玛/里奇·卡兰达·苏华迪出局。同年12月，他与沙西丽·德拉达那猜出战美國羽毛球國際賽，在混双準决赛以0比2（19-21、18-21）不敌赛会头号种子、德国强档的麦克·福克斯/比尔吉德·迈克斯。同期12月，他與革德伦·吉丁努蓬出战墨西哥城羽毛球大獎賽，在男雙準决赛先胜后衰以1比2（24-22、15-21、8-21）不敵赛会3号种子、印度的马奴·阿特里/苏密特·雷迪，止步于四强。
2016年1月，德差蓬·保乌拉努科與沙西丽·德拉达那猜出戰印度羽毛球黃金大獎賽，在混双决赛中，面对赛会2号种子、印尼次号组合的普拉文·乔丹/戴比·苏珊托，鏖战三局以1比2 （25-23、9-21、16-21）惜败于对手，同时也是俩人在大奖赛事中最佳的成绩。同年3月，他与革德伦·吉丁努蓬出战波蘭羽毛球公開賽，在男双决赛以1比2（5-21、21-18、15-21）不敌印尼强档的哈迪安托/凯纳斯·阿迪·哈迪安托，赢得亚军。同年10月，他與沙西丽·德拉达那猜出戰泰國羽毛球黃金大獎賽。在第一轮和第二轮中分别击败来自香港和印尼选手；八強中，以2比0 （21-16、21-19）击败了队友的尼迪蓬·潘普佩克/宗功攀·吉迪特拉恭；四强中，面对赛会3号种子、马来西亚头号组合的陈健铭/賴沛君，双方打满三局比拼，最终以1-2 （24-22、17-21、14-21）告负对手。同年12月，他与沙西丽·德拉达那猜出战韓國羽毛球大師賽，在混双决赛以0比2（19-21、16-21）不敌赛会头号种子、韩国强档的高成炫/金荷娜，赢得亚军。

### 2017年 黃金大獎賽夺冠
2017年3月，德差蓬·保乌拉努科與沙西丽·德拉达那猜出戰瑞士羽毛球黃金大獎賽，在混双决赛再次硬碰赛会2号种子、印尼头号组合的普拉文·乔丹/戴比·苏珊托，在这之前有输给这对组合的败绩，相隔1年后，以2比0 （21-18、21-15）封杀对手，夺得其首个国际黃金大獎賽混双冠军；在这之前，前者曾把世界第一组合给拉下马，如今又把印尼组合给打败，有望成为东南亚崛起的新一代双打奇才。同年4月，他與沙西丽·德拉达那猜出戰新加坡羽毛球超級賽，首圈，以2比0 （21-14、21-16）完胜了赛会2号种子、奥运冠军印尼强档的通托维·艾哈迈德/利利亚纳·纳西尔。次圈，激战三局以2比1 （21-11、26-28、21-14）力克资格赛选手、印尼的伊尔凡·法蒂拉赫/维尼·安格莱尼；八强中，再次碰见老冤家赛会7号种子、印尼的普拉文·乔丹/戴比·苏珊托，表现强势以2比0 （21-17、21-13）轻取对方；四强中，迎来赛会8号种子、马来西亚组合的挑战，先输了一局其后成功掀翻对手；决赛中，三局较量后不敌赛会3号种子中国组合，这也是它们首次打入超级系列赛中最好成绩。年中5月，他入选泰国国家羽毛球队的混双主力名单中，再度與沙西丽·德拉达那猜担任泰国第一混双的主力；在小组赛中，它们被教练们安排在对阵香港队出战，在对抗香港前混双主力的李晉熙/周凱華中，强势以2比0 (21-16、21-16）拿下最后的一分。同时，也让泰国队保住了出线的机会，也是他在团体赛的第一场胜利；进入半準決賽，面对欧洲强劲的丹麦国家羽毛球队，以2比0 (21-19、21-19）力克丹麦组合的馬蒂亞斯·克里斯蒂安森/薩拉·蒂格森，这场混双的胜利有他一定的难度，出让意外的是对方收起头号组合，但它们的出色表现以具备了泰国混双第一的实力；準決賽中，三次冠军得主韩国国家羽毛球队的挑战，对方派出第一混双强档的催率圭/蔡侑玎，然而他与队友继续迎战，以2比0 （21-16、21-12）轻松获胜，值得一提的是在经历小组赛后，它们在后两场都是以直落二局打败了对手，为泰国混双拿下这一分；最终，泰国队以总比分 1:3 不敌对手，以黑马的姿态赢得铜牌。同期5月，他与沙西丽·德拉达那猜出战泰國羽毛球黃金大獎賽，在混双準决赛以1比2（19-21、21-19、17-21）不敌赛会5号种子、马来西亚新组合的吳順發/賴潔敏。同年8月，他为泰国兼项双打主力分别与革德倫·吉丁努蓬以及沙西丽·德拉达那猜出战2017年东南亚运动会羽毛球比赛，泰国队以0比3不敌印度尼西亚国家羽毛球队，获得团体赛铜牌；在男双方面，激战三局以2比1 （21-19、20-22、21-17）打败了马来西亚次号组合的王耀新/张御宇；而混双赛事中，面对马来西亚新组合的吳順發/賴潔敏，以2比0 （21-15、22-20）力克对手。在本赛比赛中，赢得两项的双打冠军，唯一错失了团体赛的金牌，但他也成为了本届的双冠王得主。

### 2018年
2018年1月，德差蓬·保乌拉努科因原配队友受伤，同时将改为與普蒂塔·素帕猜恭出戰泰國羽毛球大師賽。首圈，以2比1 （14-21、21-11、21-8）拿下香港的何煒麟/袁倩瀅。次圈，打满三局以2比1 （20-22、21-12、21-19）淘汰了另一组中国香港的楊銘諾/吳芷柔。八强中，面对赛会4号种子、荷兰的雅高·阿伦斯/塞莱娜·皮克，以2比0 （21-16、21-14）横扫对手。四强中，迎来马来西亚组合的陈堂杰/白燕薇，以2比0 （21-19、21-13）轻取对手。决赛中，面对赛会5号种子、奥运银牌马来西亚的陳炳順/吳柳螢的较量，以1-2 （15-21、21-14、16-21）不敌对手，未能赢得首个开门红。
2021年西班牙世锦赛
2021年12月，世界混双排名第一的沙西丽·德拉达那猜与德差蓬·保乌拉在2021年世界羽毛球锦标赛混双决赛中直落两局（21-13、21-14）成功战胜日本组合渡边勇大/东野有纱，成为泰国史上首个夺得混双世界冠军的组合。

## 主要比賽成績
只列出曾進入準決賽的國際賽事成績：
| 年份   | 賽事                     | 公開賽級別 | 項目     | 拍檔              | 成績   |
| ------ | ------------------------ | ---------- | -------- | ----------------- | ------ |
| 2013年 | 樂魚羽毛球國際系列賽     | 國際系列賽 | 男子雙打 | 革德伦·吉丁努蓬   | 準決賽 |
| 2013年 | 樂魚羽毛球國際系列賽     | 國際系列賽 | 混合雙打 | 普蒂塔·素帕猜恭   | 準決賽 |
| 2013年 | 亞洲青年運動會羽毛球比賽 | 其他       | 混合雙打 | 普蒂塔·素帕猜恭   | 銀牌   |
| 2014年 | 世界青年羽毛球錦標賽     | 其他       | 混合團體 | －                | 季軍   |
| 2014年 | 世界青年羽毛球錦標賽     | 其他       | 男子雙打 | 革德伦·吉丁努蓬   | 冠軍   |
| 2014年 | 樂魚羽毛球國際系列賽     | 國際系列賽 | 男子雙打 | 革德伦·吉丁努蓬   | 亞軍   |
| 2015年 | 美國羽毛球國際賽         | 國際挑戰賽 | 混合雙打 | 沙西丽·德拉达那猜 | 準決賽 |
| 2015年 | 墨西哥城羽毛球大獎賽     | 大獎賽     | 男子雙打 | 革德伦·吉丁努蓬   | 準決賽 |
| 2016年 | 印度羽毛球黃金大獎賽     | 黃金大獎賽 | 混合雙打 | 沙西丽·德拉达那猜 | 亞軍   |
| 2016年 | 波蘭羽毛球公開賽         | 國際挑戰賽 | 男子雙打 | 革德伦·吉丁努蓬   | 亞軍   |
| 2016年 | 泰國羽毛球黃金大獎賽     | 黃金大獎賽 | 混合雙打 | 沙西丽·德拉达那猜 | 準決賽 |
| 2016年 | 韓國羽毛球大師賽         | 大獎賽     | 混合雙打 | 沙西丽·德拉达那猜 | 亞軍   |
| 2017年 | 泰國羽毛球大師賽         | 黃金大獎賽 | 男子雙打 | 革德伦·吉丁努蓬   | 準決賽 |
| 2017年 | 泰國羽毛球大師賽         | 黃金大獎賽 | 混合雙打 | 沙西丽·德拉达那猜 | 亞軍   |
| 2017年 | 亞洲羽毛球混合團體錦標賽 | 其他       | 混合團體 | －                | 季軍   |
| 2017年 | 瑞士羽毛球黃金大獎賽     | 黃金大獎賽 | 混合雙打 | 沙西丽·德拉达那猜 | 冠軍   |
| 2017年 | 新加坡羽毛球超級賽       | 超級賽     | 混合雙打 | 沙西丽·德拉达那猜 | 亞軍   |
| 2017年 | 亞洲羽毛球錦標賽         | 其他       | 混合雙打 | 沙西丽·德拉达那猜 | 亞軍   |
| 2017年 | 蘇迪曼盃                 | 其他       | 混合團體 | －                | 季軍   |
| 2017年 | 泰國羽毛球黃金大獎賽     | 黃金大獎賽 | 混合雙打 | 沙西丽·德拉达那猜 | 準決賽 |
| 2017年 | 東南亞運動會羽毛球比賽   | 其他       | 男子團體 | －                | 銅牌   |
| 2017年 | 東南亞運動會羽毛球比賽   | 其他       | 男子雙打 | 革德伦·吉丁努蓬   | 金牌   |
| 2017年 | 東南亞運動會羽毛球比賽   | 其他       | 混合雙打 | 沙西丽·德拉达那猜 | 金牌   |
| 2018年 | 泰國羽毛球大師賽         | 超級300賽  | 混合雙打 | 普蒂塔·素帕猜恭   | 亞軍   |
| 2018年 | 紐西蘭羽毛球公開賽       | 超級300賽  | 混合雙打 | 沙西丽·德拉达那猜 | 準決賽 |
| 2018年 | 新加坡羽毛球公開賽       | 超級500賽  | 混合雙打 | 沙西丽·德拉达那猜 | 準決賽 |
| 2018年 | 韓國羽毛球公開賽         | 超級500賽  | 混合雙打 | 沙西丽·德拉达那猜 | 準決賽 |
| 2018年 | 丹麥羽毛球公開賽         | 超級750賽  | 混合雙打 | 沙西丽·德拉达那猜 | 亞軍   |
| 2018年 | 法國羽毛球公開賽         | 超級750賽  | 混合雙打 | 沙西丽·德拉达那猜 | 準決賽 |
| 2018年 | 香港羽毛球公開賽         | 超級500賽  | 混合雙打 | 沙西丽·德拉达那猜 | 準決賽 |
| 2018年 | 世界羽聯世界巡迴賽總決賽 | 總決賽     | 混合雙打 | 沙西丽·德拉达那猜 | 準決賽 |
| 2019年 | 泰國羽毛球大師賽         | 超級300賽  | 混合雙打 | 沙西丽·德拉达那猜 | 亞軍   |
| 2019年 | 馬來西亞羽毛球大師賽     | 超級500賽  | 混合雙打 | 沙西丽·德拉达那猜 | 亞軍   |
| 2019年 | 馬來西亞羽毛球公開賽     | 超級750賽  | 混合雙打 | 沙西丽·德拉达那猜 | 準決賽 |
| 2019年 | 新加坡羽毛球公開賽       | 超級500賽  | 混合雙打 | 沙西丽·德拉达那猜 | 冠軍   |
| 2019年 | 亞洲羽毛球錦標賽         | 其他       | 混合雙打 | 沙西丽·德拉达那猜 | 季軍   |
| 2019年 | 蘇迪曼盃                 | 其他       | 混合團體 | －                | 季軍   |
| 2019年 | 泰國羽毛球公開賽         | 超級500賽  | 混合雙打 | 沙西丽·德拉达那猜 | 準決賽 |
| 2019年 | 世界羽毛球錦標賽         | 其他       | 混合雙打 | 沙西丽·德拉达那猜 | 亞軍   |
| 2019年 | 中國羽毛球公開賽         | 超級1000賽 | 混合雙打 | 沙西丽·德拉达那猜 | 準決賽 |
| 2019年 | 韓國羽毛球公開賽         | 超級500賽  | 混合雙打 | 沙西丽·德拉达那猜 | 冠軍   |
| 2019年 | 澳門羽球公開賽           | 超級300賽  | 混合雙打 | 沙西丽·德拉达那猜 | 冠軍   |
| 2019年 | 世界羽聯世界巡迴賽總決賽 | 總決賽     | 混合雙打 | 沙西丽·德拉达那猜 | 準決賽 |
| 2020年 | 全英羽毛球公開賽         | 超級1000賽 | 混合雙打 | 沙西丽·德拉达那猜 | 亞軍   |
| 2020年 | YONEX泰國羽毛球公開賽    | 超級1000賽 | 混合雙打 | 沙西丽·德拉达那猜 | 冠軍   |
| 2020年 | TOYOTA泰國羽毛球公開賽   | 超級1000賽 | 混合雙打 | 沙西丽·德拉达那猜 | 冠軍   |
| 2020年 | 世界羽聯世界巡迴賽總決賽 | 總決賽     | 混合雙打 | 沙西丽·德拉达那猜 | 冠軍   |
| 2021年 | 丹麥羽毛球公開賽         | 超級1000賽 | 混合雙打 | 沙西丽·德拉达那猜 | 亞軍   |
| 2021年 | 法國羽毛球公開賽         | 超級750賽  | 混合雙打 | 沙西丽·德拉达那猜 | 準決賽 |
| 2021年 | 海洛羽毛球公開賽         | 超級500賽  | 混合雙打 | 沙西丽·德拉达那猜 | 冠軍   |
| 2021年 | 印尼羽毛球大師賽         | 超級750賽  | 混合雙打 | 沙西丽·德拉达那猜 | 冠軍   |
| 2021年 | 印尼羽毛球公開賽         | 超級1000賽 | 混合雙打 | 沙西丽·德拉达那猜 | 冠軍   |
| 2021年 | 世界羽聯世界巡迴賽總決賽 | 總決賽     | 混合雙打 | 沙西丽·德拉达那猜 | 冠軍   |
| 2021年 | 世界羽毛球錦標賽         | 其他       | 混合雙打 | 沙西丽·德拉达那猜 | 冠軍   |
| 2022年 | 德國羽毛球公開賽         | 超級300賽  | 混合雙打 | 沙西丽·德拉达那猜 | 冠軍   |
| 2022年 | 全英羽毛球公開賽         | 超級1000賽 | 混合雙打 | 沙西丽·德拉达那猜 | 準決賽 |
| 2022年 | 泰國羽毛球公開賽         | 超級500賽  | 混合雙打 | 沙西丽·德拉达那猜 | 亞軍   |
| 2022年 | 馬來西亞羽毛球公開賽     | 超級750賽  | 混合雙打 | 沙西丽·德拉达那猜 | 亞軍   |
| 2022年 | 新加坡羽毛球公開賽       | 超級500賽  | 混合雙打 | 沙西丽·德拉达那猜 | 冠軍   |
| 2022年 | 日本羽毛球公開賽         | 超級750賽  | 混合雙打 | 沙西丽·德拉达那猜 | 冠軍   |
| 2022年 | 世界羽聯世界巡迴賽總決賽 | 總決賽     | 混合雙打 | 沙西丽·德拉达那猜 | 亞軍   |
| 2023年 | 馬來西亞羽毛球公開賽     | 超級1000賽 | 混合雙打 | 沙西丽·德拉达那猜 | 準決賽 |
| 2023年 | 馬來西亞羽毛球大師賽     | 超級500賽  | 混合雙打 | 沙西丽·德拉达那猜 | 冠軍   |
| 2023年 | 泰國羽毛球公開賽         | 超級500賽  | 混合雙打 | 沙西丽·德拉达那猜 | 亞軍   |
| 2023年 | 韓國羽毛球公開賽         | 超級500賽  | 混合雙打 | 沙西丽·德拉达那猜 | 準決賽 |
| 2023年 | 日本羽毛球公開賽         | 超級750賽  | 混合雙打 | 沙西丽·德拉达那猜 | 亞軍   |
| 2024年 | 印度羽毛球公開賽         | 超級750賽  | 混合雙打 | 沙西丽·德拉达那猜 | 冠軍   |
| 2024年 | 泰國羽球大師賽           | 超級300賽  | 混合雙打 | 沙西丽·德拉达那猜 | 冠軍   |
| 2024年 | 法國羽毛球公開賽         | 超級750賽  | 混合雙打 | 沙西丽·德拉达那猜 | 準決賽 |
| 2024年 | 泰國羽毛球公開賽         | 超級500賽  | 混合雙打 | 沙西丽·德拉达那猜 | 亞軍   |
| 2024年 | 印尼羽毛球公開賽         | 超級1000賽 | 混合雙打 | 沙西丽·德拉达那猜 | 準決賽 |
| 2024年 | 北極羽毛球公開賽         | 超級500賽  | 男子雙打 | 革德伦·吉丁努蓬   | 準決賽 |
| 2024年 | 日本熊本羽毛球大師賽     | 超級500賽  | 混合雙打 | 素比莎拉·飘讪攀   | 冠軍   |
| 2024年 | 西德·莫迪羽球國際賽      | 超級300賽  | 混合雙打 | 素比莎拉·飘讪攀   | 冠軍   |
| 2025年 | 馬來西亞羽毛球公開賽     | 超級1000賽 | 混合雙打 | 素比莎拉·飄訕攀   | 冠軍   |
| 2025年 | 印尼羽毛球大師賽         | 超級500賽  | 男子雙打 | 革德倫·吉丁努蓬   | 準決賽 |
| 2025年 | 印尼羽毛球大師賽         | 超級500賽  | 混合雙打 | 素比莎拉·飄訕攀   | 準決賽 |
| 2025年 | 泰國羽毛球大師賽         | 超級300賽  | 男子雙打 | 革德倫·吉丁努蓬   | 準決賽 |
| 2025年 | 泰國羽毛球大師賽         | 超級300賽  | 混合雙打 | 素比莎拉·飄訕攀   | 冠軍   |
| 2025年 | 瑞士羽毛球公開賽         | 超級300賽  | 男子雙打 | 革德倫·吉丁努蓬   | 冠軍   |
| 2025年 | 瑞士羽毛球公開賽         | 超級300賽  | 混合雙打 | 素比莎拉·飄訕攀   | 準決賽 |
| 2025年 | 泰國羽毛球公開賽         | 超級500賽  | 男子雙打 | 革德倫·吉丁努蓬   | 準決賽 |
| 2025年 | 新加坡羽毛球公開賽       | 超級750賽  | 混合雙打 | 素比莎拉·飄訕攀   | 冠軍   |
| 2025年 | 印尼羽毛球公開賽         | 超級1000賽 | 混合雙打 | 素比莎拉·飄訕攀   | 亞軍   |
| 2025年 | 日本羽毛球公開賽         | 超級750賽  | 混合雙打 | 素比莎拉·飄訕攀   | 亞軍   |

| 2007-2017年 | 首要超級賽 | 超級賽 | 黃金大獎賽 | 大獎賽 | 國際挑戰賽 | 國際系列賽 | 未來系列賽 | 其他 |

| 2018-2026年 | 總決賽 | 超級1000賽 | 超級750賽 | 超級500賽 | 超級300賽 | 超級100賽 | 國際挑戰賽 | 國際系列賽 | 未來系列賽 | 其他 |

### 世界冠軍頭銜
德差蓬·保乌拉努科在羽毛球生涯中共奪得1項羽毛球世界冠軍頭銜。
| 賽事             | 奪冠次數 | 年份               |
| ---------------- | -------- | ------------------ |
| 世界羽毛球錦標賽 | 1        | 2021年（混合雙打） |
| 總計             | 1        |                    |

### 奧運會和世錦賽參賽紀錄
|          | 搭檔              | 2015 | 2016 | 2017 | 2018 | 2019 | 2020 | 2021 | 2022 | 2023 | 2024 |
| -------- | ----------------- | ---- | ---- | ---- | ---- | ---- | ---- | ---- | ---- | ---- | ---- |
| 男子雙打 | 革德伦·吉丁努蓬   | 32強 | －   | －   | 64強 | －   | －   | －   | －   | －   | －   |
|          |                   |      |      |      |      |      |      |      |      |      |      |
| 混合雙打 | 沙西丽·德拉达那猜 | －   | －   | －   | 16強 | 亞軍 | 8強  | 冠軍 | 16強 | 8強  | 8強  |

## 主要对賽记录
德差蓬·保乌拉努科與主要對手的對賽成績如下，（只列出对赛五次或以上对手，截至2025年7月19日）：
男雙 - 吉丁努蓬·革德伦
| 對手                                 | 對賽次數 | 對賽結果 | 對賽結果 | 總計 |
| 對手                                 | 對賽次數 | 勝       | 負       | 總計 |
| ------------------------------------ | -------- | -------- | -------- | ---- |
| 保木卓朗 小林优吾                    | 6        | 4        | 2        | +2   |
| 法贾·阿尔弗兰 穆罕默德·里安·阿利安托 | 6        | 1        | 5        | -4   |

混雙 - 沙西丽·德拉达那猜
| 對手                                       | 對賽次數 | 對賽結果 | 對賽結果 | 總計 |
| 對手                                       | 對賽次數 | 勝       | 負       | 總計 |
| ------------------------------------------ | -------- | -------- | -------- | ---- |
| 徐承宰 蔡侑玎                              | 20       | 10       | 10       | 0    |
| 王懿律 黄东萍                              | 18       | 10       | 8        | +2   |
| 吴埙阀 賴潔敏                              | 17       | 10       | 7        | +3   |
| 郑思维 黄雅琼                              | 16       | 3        | 13       | -10  |
| 渡邊勇大 東野有紗                          | 14       | 5        | 9        | -4   |
| 陳健銘 賴沛君                              | 12       | 9        | 3        | +6   |
| 罗宾·塔博林 塞莱娜·皮克                    | 12       | 9        | 3        | +6   |
| 普拉文·喬丹 戴比·苏珊托                    | 12       | 8        | 4        | +4   |
| 普拉文·喬丹 梅拉蒂·达伊瓦·奥克塔维亚尼     | 12       | 8        | 4        | +4   |
| 马克·拉姆斯富斯 伊莎贝尔·洛豪              | 10       | 9        | 1        | +8   |
| 鄧俊文 謝影雪                              | 9        | 7        | 2        | +5   |
| 马库斯·埃利斯 勞倫·史密斯                  | 7        | 6        | 1        | +5   |
| 陈堂杰 杜颐沩                              | 7        | 5        | 2        | +3   |
| 陳炳順 吳柳螢                              | 7        | 3        | 4        | -1   |
| 冯彦哲 黄东萍                              | 7        | 2        | 5        | -3   |
| 哈菲兹·费萨尔 格罗里亚·埃马努埃莱·维德佳佳 | 6        | 6        | 0        | +6   |
| 金子祐樹 松友美佐紀                        | 6        | 6        | 0        | +6   |
| 苏柏·宗国 素比莎拉·飘讪攀                  | 6        | 6        | 0        | +6   |
| 马蒂亚斯·克里斯蒂安森 亚历山德拉·博尔      | 6        | 4        | 2        | +2   |
| 汤姆·吉凯尔 德尔菲娜·德尔吕                | 6        | 4        | 2        | +2   |
| 克里斯·爱德考克 加布里·爱德考克            | 5        | 5        | 0        | +5   |
| 李晉熙 周凱華                              | 5        | 5        | 0        | +5   |
| 鲁恺 黄雅琼                                | 5        | 0        | 5        | -5   |
| 郑思维 陈清晨                              | 5        | 2        | 3        | -1   |
| 何济霆 杜玥                                | 5        | 3        | 2        | +1   |
| 鲁恺 陈露                                  | 5        | 3        | 2        | +1   |
| 许永凯 陈薇涵                              | 5        | 3        | 2        | +1   |

混双 - 素比莎拉·飘讪攀
| 對手          | 對賽次數 | 對賽結果 | 對賽結果 | 總計 |
| 對手          | 對賽次數 | 勝       | 負       | 總計 |
| ------------- | -------- | -------- | -------- | ---- |
| 吴埙阀 赖洁敏 | 8        | 5        | 3        | +2   |
| 邓俊文 谢影雪 | 5        | 3        | 2        | +1   |